# Моррилл (тауншип, Миннесота)
Моррилл (англ. Morrill) — тауншип в округе Моррисон, Миннесота, США. На 2000 год его население составило 650 человек.

## География
По данным Бюро переписи населения США площадь тауншипа составляет 91,5 км², из которых 91,4 км² занимает суша, a вода составляет 0,03 %.

## Демография
По данным переписи населения 2000 года здесь находились 650 человек, 215 домохозяйств и 172 семьи. Плотность населения — 7,1 чел./км². На территории тауншипа расположено 223 постройки со средней плотностью 2,4 построек на один квадратный километр. Расовый состав населения: 99,38 % белых, 0,15 % афроамериканцев, 0,15 % коренных американцев и 0,31 % приходится на две или более других рас. Испанцы или латиноамериканцы любой расы составляли 0,92 % от популяции тауншипа.
Из 215 домохозяйств в 45,1 % воспитывались дети до 18 лет, в 72,6 % проживали супружеские пары, в 2,3 % проживали незамужние женщины и в 20,0 % домохозяйств проживали несемейные люди. 14,9 % домохозяйств состояли из одного человека, при том 4,2 % из — одиноких пожилых людей старше 65 лет. Средний размер домохозяйства — 3,02, а семьи — 3,37 человека.
30,8 % населения — младше 18 лет, 11,1 % — в возрасте от 18 до 24 лет, 29,1 % — от 25 до 44, 21,7 % — от 45 до 64, и 7,4 % — старше 65 лет. Средний возраст — 32 года. На каждые 100 женщин приходилось 119,6 мужчин. На каждые 100 женщин старше 18 приходилось 121,7 мужчин.
Средний годовой доход домохозяйства составлял 42 813 долларов, а средний годовой доход семьи — 41 750 долларов. Средний доход мужчин — 31 875 долларов, в то время как у женщин — 19 375. Доход на душу населения составил 17 604 доллара. За чертой бедности находились 5,8 % семей и 7,5 % всего населения тауншипа, из которых 9,0 % младше 18 и 8,5 % старше 65 лет.